# Godoy Cruz
Pour les articles homonymes, voir Cruz.
Godoy Cruz est une ville de la province de Mendoza, en Argentine, et la capitale du département de Godoy Cruz, qui fait partie de l'agglomération urbaine du Grand Mendoza. C'est aussi une oasis irriguée par le río Mendoza et le río Tunuyán.
Il existe là quelques-unes des caves à vin les plus prestigieuses de la province, mais ces dernières années le département s'est transformé en cité-dortoir de la métropole de Mendoza.

## Population
Elle comptait 182 563 habitants en 2001, ce qui ne représentait qu'un faible accroissement de 1,7 % vis-à-vis des 179 553 de 1991 au recensement antérieur. C'est la 2e ville de la province de par sa population.